# Каура, Катуутире
Катуутире Каура (англ. Katuutire Kaura; 3 февраля 1941, Омбуджонджупа — 22 января 2022) — намибийский политик, президент Демократического альянса Турнхалле (ДТА) в 1998—2013. Депутат Национальной ассамблеи Намибии в 1990—2015. После поражения во внутрипартийной борьбе перешёл из оппозиционного ДТА в правящую СВАПО.

## Происхождение и эмиграция
Родился в семье состоятельных гереро из Очосондьюпы. Работал учителем. Был сторонником независимости Намибии, состоял в партии СВАНУ. Затем перешёл в партию НУДО, выражавшую племенные интересы гереро.
Политическая активность Кауры вызывала недовольство оккупационных властей ЮАР в Юго-Западной Африке (ЮЗА). В 1972 Каура эмигрировал в США. Окончил Университет Лонг-Айленда и Колумбийский университет. Преподавал в Роклендском колледже.

## ПолитикДТА

### Партийный лидер
В 1978 Катуутире Каура вернулся в ЮЗА и присоединился к Демократическому альянсу Турнхалле (ДТА) — коалиции консервативных этноплеменных партий, сотрудничающей с властями ЮАР. Занимал правые антикоммунистические позиции. Во время войны в Намибии был жёстким противником марксистского движения СВАПО.
В 1990 была провозглашена независимость Намибии. Победу на выборах одержала СВАПО. Главной оппозиционной силой стал ДТА, преобразованный в политическую партию правоконсервативного толка. Катуутире Каура занимал пост вице-президента ДТА, был депутатом Национальной ассамблеи. Состоял в комитетах по законотворчеству, экономике и информационным технологиям. Резко критиковал СВАПО и лично президента Сэма Нуйому.
В 1998 Катуутире Каура сменил Мишаке Муйонго на посту президента ДТА. Трижды — в 1999, 2004, 2009 — Каура баллотировался в президенты Намибии. Доля голосов, поданных за лидера ДТА, неуклонно снижалась: соответственно, 9,48 %, 5,12 %, 2,98 % (Муйонго на выборах 1994 собрал 23,66 %). Представительство ДТА в Национальной ассамблее снизилось с 15 мандатов до 2.
Популярность и политическое влияние ДТА под руководством Катуутире Кауры упали как никогда ранее. В 2003 с альянсом порвали НУДО («партия гереро») и республиканцы («партия белых намибийцев»). Своим достижением Каура называл сам факт политического выживания ДТА.

### Внутрипартийный конфликт
В ДТА сформировалась внутрипартийная оппозиция — молодые активисты были недовольны очевидным кризисом партии и «застойным» стилем руководства Кауры. В 2005 эта группа попыталась продвинуть в председатели ДТА 28-летнего тогда генерального секретаря Макгенри Венаани, выступавшего за радикальную партийную реформу. Каура сумел «подавить бунт» и удержал руководящие позиции. Однако между Каурой и Венаани (первый считался «политическим наставником» второго) завязалась упорная борьба за лидерство. Комментаторы отмечали, что конфликт между ними отражал противоборство генерации ветеранов ДТА, которым достаточно было политического выживания партии, с амбициозной партийной молодёжью.
Восемь лет спустя, в сентябре 2013, Центральный комитет ДТА избрал Макгенри Венаани президентом партии. За Венаани проголосовали 96 членов ЦК, за Кауру — только 52.
Конфликт между Каурой и Венаани продолжался и после смены президента ДТА. В начале февраля 2014 Каура был исключён из партии «за политическую дискредитацию и неэффективное управление». Десять дней спустя руководство восстановило членство Кауры в ДТА, однако его мандат в Национальной ассамблее был отозван и передан Макгенри Венаани.

## Переход вСВАПО
Партийная реформа Венаани ориентирована на решительный разрыв с «колониальным наследием», вплоть до переименования Демократического альянса Турнхалле в Народно-демократическое движение (ПДМ). Этот курс не устраивал Кауру, который пошёл на политическое сближение с правящей СВАПО.
В сентябре 2015 президент Намибии Хаге Гейнгоб назначил Катуутире Кауру советником губернатора Кунене. Это кадровое решение вызвало резкую критику оппозиции, в том числе ДТА и НУДО. Представитель НУДО Джозеф Кауандендже высказался в том плане, что правящая партия всячески стимулирует расколы в оппозиции, стараясь ослабить её руками карьеристов.
В ноябре 2017, вскоре после переименования ДТА в ПДМ, Катуутире Каура окончательно порвал с партией, в которой состоял четыре десятилетия, и вступил в правящую СВАПО. При этом он резко критиковал свою бывшую партию и превозносил недавних противников. Это произвело сложное впечатление на активистов СВАПО: некоторые из них посчитали мотивы Кауры неискренними, а решение о его приёме — кулуарным. Вступление Кауры оформил генеральный секретарь СВАПО Нанголо Мбумба — его личный друг, с которым они вместе учились в США. Переход Кауры из ДТА — ПДМ в СВАПО вызвал ряд саркастических комментариев.

## В исторической политике
Катуутире Каура был женат, в браке имел детей. Увлекался фермерством и историей Намибии.
Участвовал в процессе урегулирования отношений между Намибией и Германией — получения компенсаций за колониальный геноцид начала XX века. На публичном мероприятии 2004 года Каура критиковал президента Нуйому за невнимание к этому вопросу (в СВАПО преобладают не гереро, а овамбо).